# Comitatul Guadalupe, Texas
Comitatul Guadalupe, conform originalului din engleză, Guadalupe County, este unul din cele 254 de comitate ale statului american Texas. În anul 2000, populația sa era de 89.023 de locuitori. A fost numit după râul Guadalupe River. Sediul comitatului este Seguin GR6.
Guadalupe County este parte a Zonei metropolitane a orașului San Antonio.

## Geografie
Conform datelor furnizate de United States Census Bureau, comitatul avea o suprafață totală de 1.850 km2 (sau 714 mile pătrate), dintre care 1.842 km² (sau 711 square miles) sunt uscat și 8 km² (sau 3 mile patrate - 0.42%) este apă.

### Drumuri importante
- interstate 10
- U.S. Highway 90
- U.S. Highway 90 Alternate
- State Highway 46
- State Highway 123

### Comitate vecine
- Comitatul Hays  (la nord)
- Comitatul Caldwell  (la nord-est)
- Comitatul Gonzales  (la sud-est)
- Comitatul Wilson  (la sud)
- Comitatul Bexar  (la sud-vest)
- Comitatul Comal  (la nord-vest)

## Orașe și alte localități

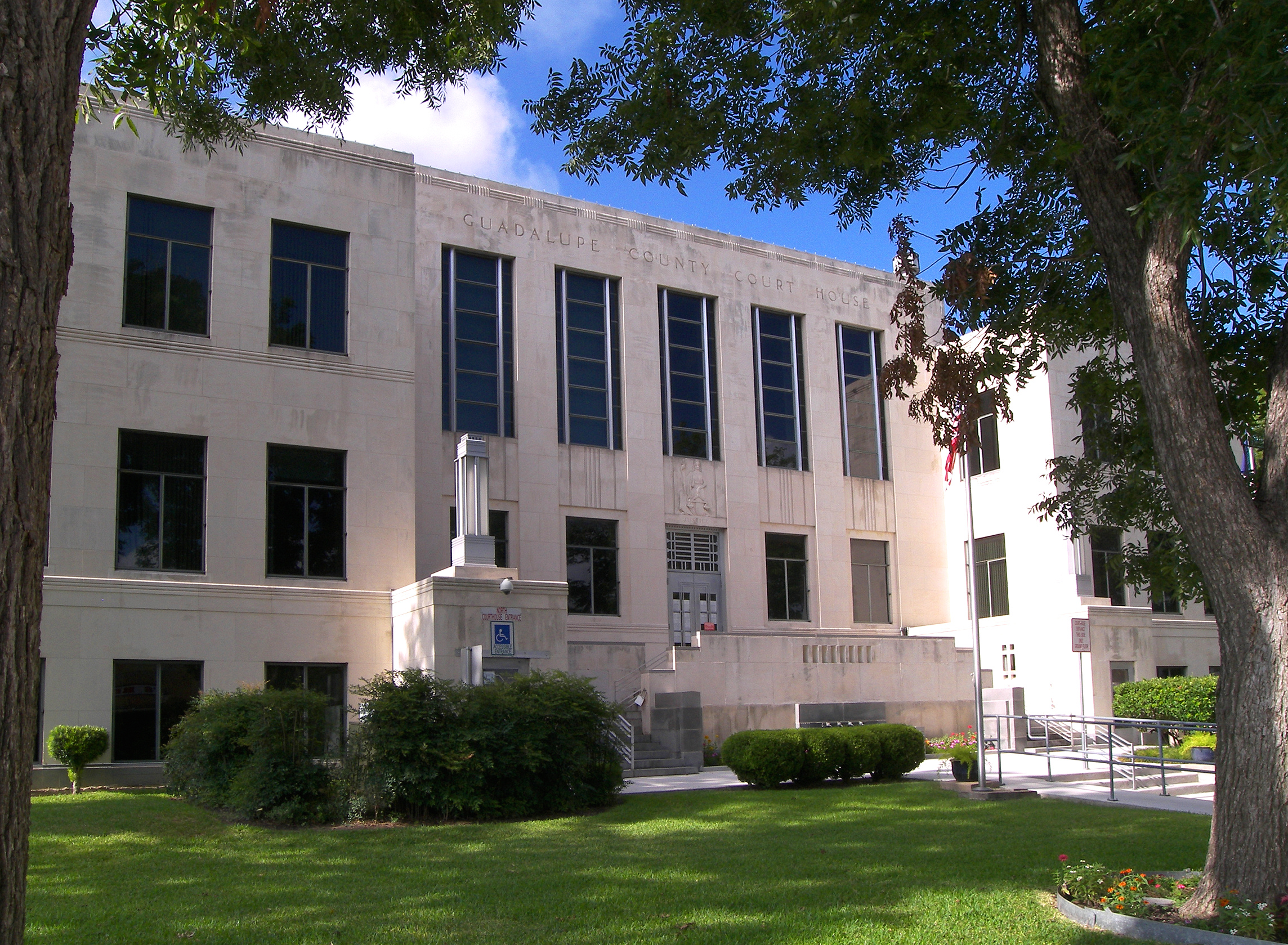
The Guadalupe County Courthouse in Seguin.

- Cibolo
- Geronimo
- Kingsbury
- Marion
- McQueeney
- New Berlin
- New Braunfels
- Northcliff
- Redwood
- Santa Clara
- Schertz
- Seguin
- Staples
- Zuehl